# Today Is the Day
Today Is the Day est un groupe américain de noise rock, originaire de Nashville, dans le Tennessee.

## Histoire

### Débuts (1992–1996)
Le groupe est formé par le guitariste Steve Austin et le batteur Brad Elrod, qui ont déjà joué ensemble dans Alien In the Land of Our Birth. Le duo déménage à Nashville, dans le Tennessee, au début des années 1990, et forme Today Is the Day en mars 1992 après avoir rencontré le bassiste Mike Herrell, qui vivait auparavant en Alabama. Today Is the Day sort son premier EP démo, intitulé How to Win Friends and Influence People, en 1992. Cette sortie autofinancée attire l'attention d'Amphetamine Reptile Records (également connu sous le nom d'AmRep) qui signe le groupe en février 1993. L'album Supernova sort en avril de la même année.
En septembre 1994, Today Is the Day voit sa popularité augmenter dans l'underground metal avec la sortie de leur deuxième album, intitulé Willpower. La même année, Willpower a été suivi par le split EP Clusterfuck '94 avec les membres du label Chokebore et Guzzard. Today Is the Day contribué également au dixième volume de la série de 7 pouces Dope Guns and Fucking in the Streets d'AmRep avec Brainiac et Steel Pole Bath Tub.
L'album éponyme de Today Is the Day sort en mars 1996. Cet album est le premier du groupe à être enregistré dans le propre studio d'Austin, Austin Enterprise, à Nashville. Today Is the Day est le dernier enregistrement du groupe pour AmRep.

### Passage à Relapse (1997–2004)
En 1997, Today Is the Day quitte AmRep et signe avec le label de heavy metal Relapse Records, basé à Philadelphie, et sort Temple of the Morning Star en septembre 1997. En plus de Temple of the Morning Star, Today Is the Day contribue également à la série de 7 pouces In these Black Days, publiée par Hydra Head Records, avec leur interprétation de Sabbath Bloody Sabbath, que l'on peut également trouver comme piste secrète à la fin de Temple of the Morning Star.
Pour la sortie de Today Is the Day en juillet 1999, intitulée In the Eyes of God, Austin fait appel au bassiste Bill Kelliher et au batteur Brann Dailor, anciennement du groupe Lethargy de Rochester (New York) et membres de Mastodon d'Atlanta (Géorgie). Après avoir déménagé dans le Massachusetts en 1998, In the Eyes of God est le premier album de Today Is the Day à être enregistré dans les nouveaux locaux d'Austin Enterprise à Clinton, dans le Massachusetts,.
Les années 2000 et 2001 sont relativement calmes pour Today Is the Day en termes de sortie de nouveaux morceaux. Live Till You Die sort en août 2000, et compreend des morceaux enregistrés en concert lors des tournées de soutien à Temple of the Morning Star et In the Eyes of God, des reprises de chansons des Beatles, de Bad Company et de Chris Isaak, ainsi que diverses chansons compilées à partir de sessions de studio tenues à Austin Enterprise à la fin des années 1990. Le groupe enregistre également une reprise de Nothing Else Matters de Metallica, qui devait à l'origine sortir sur un split vinyle de 7 pouces intitulé Crush 'em All chez Undecided Records. Le split devait à l'origine être partagé avec Converge, et plus tard avec Supermachiner, mais après avoir échoué, la chanson de Today Is the Day est apparue sur la compilation Undecided Records Various Artists The Old, the New, the Unreleased en 2005. En 2001, de nouvelles chansons de Today Is the Day sont sorties sur des splits avec Metatron et 16, le premier nouveau morceau depuis 1999.
Les nouveaux morceaux publiés sur les splits sont ensuite repris sur le double album de Today Is the Day, Sadness Will Prevail, sorti en 2002. Pour cet album, Austin choisit de travailler avec le bassiste Chris Debari et le batteur Marshall Kilpatric. Today Is the Day sort également son deuxième album live intitulé Blue Blood en 2002, l'album comprend des morceaux live de l'époque de Temple of the Morning Star. Today Is the Day revient en juin 2004 avec un nouvel album intitulé Kiss the Pig, qui comprend les débuts du nouveau batteur Mike Rosswog (anciennement de Circle of Dead Children). Kiss the Pig est le dernier album publié par Today Is the Day sur Relapse Records.

### Années post-Relapse (2005–2019)
En décembre 2006, l'arrivée de l'ancien batteur de Hate Eternal, Derek Roddy, dans le groupe est annoncée il et apparaîtra sur leur prochain album studio, Axis of Eden, sorti en 2007 sur SuperNova Records, un label créé à l'origine par Steve Austin pour rééditer le matériel épuisé du groupe. En 2007, un long métrage basé sur l'album Axis of Eden est produit par le réalisateur David Hall. Le film fait ses débuts le 13 septembre 2007, le premier jour de la tournée Axis of Eden. Lors des concerts de cette tournée, des images du film sont diffusées sur un projecteur pendant que le groupe se produit. Pour promouvoir le film et la tournée, une partie du film comprenant le titre IED est disponible sur Internet sous forme de vidéo musicale. Une deuxième vidéo, réalisée par Tate Steinsek, consiste en des séquences live de la tournée et est mise en ligne. Le film est ensuite mis en vente sous forme de téléchargement numérique le 2 novembre 2008.
En avril 2010, Today Is the Day est confirmé avec les Melvins, Boss Hog et d'autres anciens membres du label AmpRep pour le 25e anniversaire d'Amphetamine Reptile à Minneapolis le 28 août 2010. En juillet 2010, Black Market Activities Records annonce accueillir Today Is The Day dans son catalogue. Black Market Activities sort le neuvième album studio de Today Is The Day, Pain Is a Warning, en 2011. Il est produit par Kurt Ballou de Converge. En juin 2014, Austin annonce l'arrivée de Today Is the Day au label Southern Lord Records, pour la sortie de son dixième album studio, Animal Mother, pour le 21 octobre de la même année. Fin 2015, Steve Austin, ainsi que Chris Spencer d'Unsane, forment un nouveau projet appelé UXO, qui comprend également le bassiste Aarne Victorine et le batteur Patrick Kennedy. Leur premier album éponyme sort le 29 janvier 2016, chez Reptilian Records.
Le 26 septembre 2016, Today Is the Day est annoncé chez The End Records pour la sortie de son onzième album studio, qui devait sortir en 2017. Le 20 janvier 2017, The End Records publie l'album sampler Silver Anniversary en version numérique uniquement sur le service de streaming musical Spotify, contenant des titres des neuf premiers albums du groupe. Une édition de luxe du 20e anniversaire de Temple of the Morning Star est également publiée le 24 mars 2017, aux formats 2CD et 2LP, qui comprend du matériel rare et inédit. La réédition de luxe est d'abord disponible en précommande en février 2017.Le groupe annonce une tournée pour célébrer la réédition et l'anniversaire de l'album.
Une étape européenne de la tournée anniversaire est annoncée, ainsi qu'une réédition de luxe de In the Eyes of God, qui est publiée le 22 septembre 2017.

### Dernières activités (depuis 2017)
Le 12 décembre 2019, Decibel présente en avant-première une nouvelle chanson intitulée No Good to Anyone, le titre du prochain onzième album studio du groupe. La sortie de l'album est prévue pour février 2020 par l'intermédiaire de BMG,. Le 9 janvier 2020, Revolver présente en avant-première You're All Gonna Die, le deuxième single de l'album à venir. Burn in Hell, le troisième single de l'album à venir, est publié le 13 février, avec un clip vidéo produit pour le promouvoir. No Good to Anyone sort le 28 février 2020, et pour promouvoir le disque, le groupe fait une tournée aux États-Unis avec 16, Child Bite et The Obsessed. Cependant, en raison de la pandémie de Covid-19, la tournée est écourtée et la plupart des concerts sont annulés. En 2021, il est annoncé qu'Austin a réussi à acheter les droits de l'ensemble du catalogue du groupe, ce qui conduit SuperNova Records à rééditer le matériel ainsi qu'à annoncer un nouvel album pour 2022.

## Discographie

### Albums studio
- 1993 : Supernova
- 1994 : Willpower
- 1996 : Today Is the Day
- 1997 : Temple of the Morning Star
- 1999 : In the Eyes of God
- 2002 : Sadness Will Prevail
- 2004 : Kiss the Pig
- 2007 : Axis of Eden
- 2011 : Pain Is a Warning
- 2014 : Animal Mother

### Albums live
- 2000 : Live Till You Die
- 2002 : Blue Blood
- 2006 : Today Is the Day Live (DVD)
- 2007 : Willpower (DVD)
- 2008 : Live in Japan (DVD)
- 2008 : Live at the Whiskey A Go-Go (DVD)

### EP
- 1992 : How to Win Friends and Influence People

### Singles
- 1993 : I Bent Scared

### Splits
- 1997 : In These Black Days vol. 3 (avec Coalesce)
- 2001 : Zodiac Dreaming (avec 16)
- 2001 : Descent (avec Metatron)